# Sady Svobody
Sady Svobody jsou veřejný městský park nebo městské sady v části Město města Opava v okrese Opava. Nachází se v pohoří Opavská pahorkatina v Moravskoslezském kraji.

## Další informace
Centrem Sadů Svobody je kašna s alegorickou sochou Nová Opava od Vincence Havla z roku 1958, která vystřídala sochu císaře Josefa II. a pak sochu spisovatele Fridricha Schillera. Město Opava v roce 1897 rozhodlo, že odpovídající sadovou úpravu kolem Ptačího vrchu provede dle vlastního projektu městský vrchní zahradník J. Müller, který tak položil základ sadů Svobody, které mají půdorys písmene L. Význačnou dominantou parku je Ptačí vrch, pozůstatek středověkého dělostřeleckého bastionu Luttermannovy šance, který byl součástí hradeb města. Na Ptačím vrchu je oválný hudební pavilone „Pergola“ z roku 1897 a kinematické bronzové plastiky Ptáci od Kurta Gebauera z roku 2006. Cenné jsou také vzrostlé dřeviny a alej. V sadech se také nachází opavský poeziomat a Socha bohyně Ceres. V minulosti v sadech, v průhledu dnešní Masarykovy třídy, stál dřevěný antický templ, tzv. Gloriet, který Opavané nechali postavit na počest svému oblíbenému starostovi Janu Josefovi Schösslerovi a to krátce po jeho smrti. Přes sady, které jsou celoročně volně přístupné, vede naučná stezka Městskými parky Opavy.

## Galerie

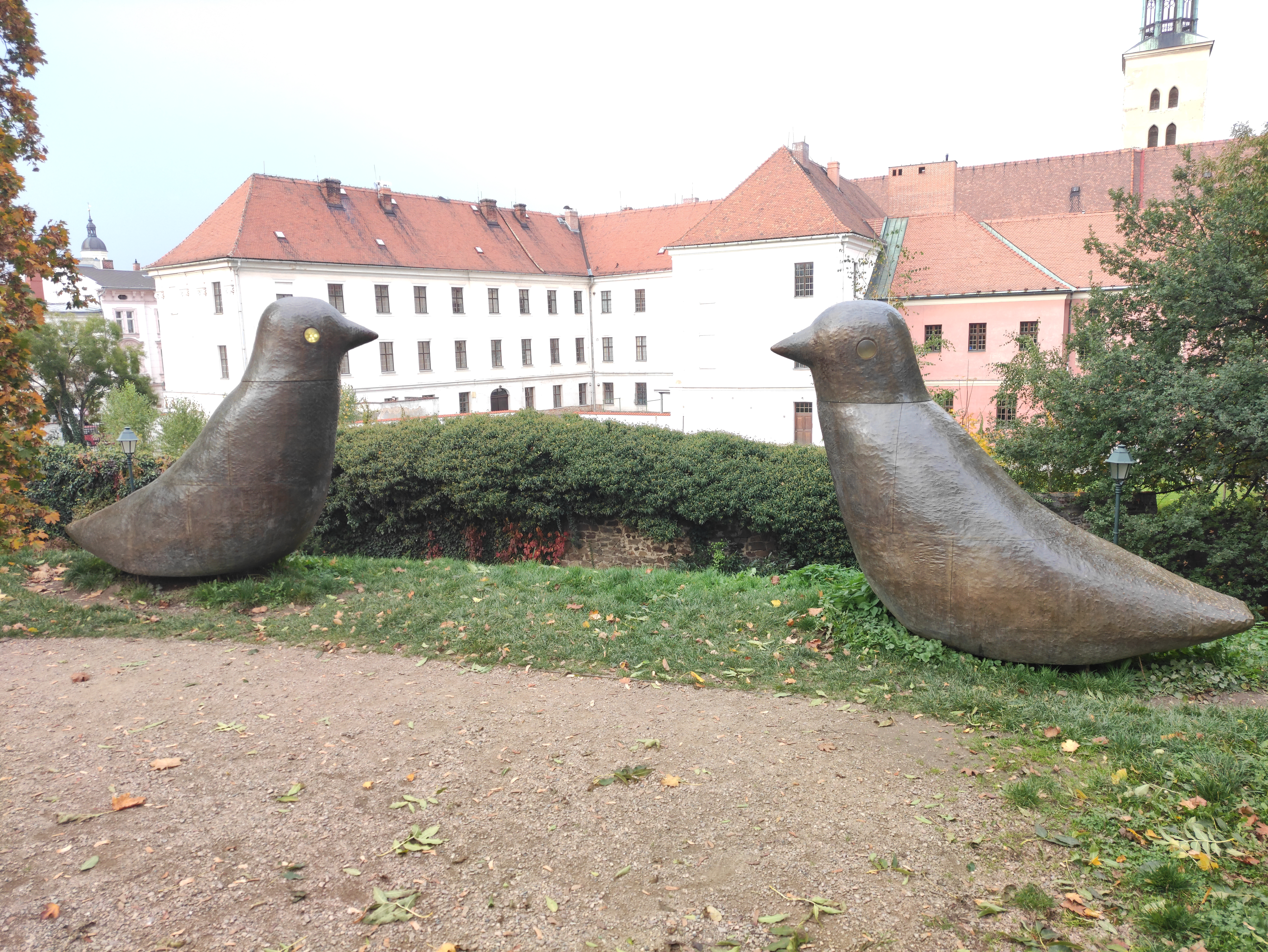
Ptáci od Kurta Gebauera
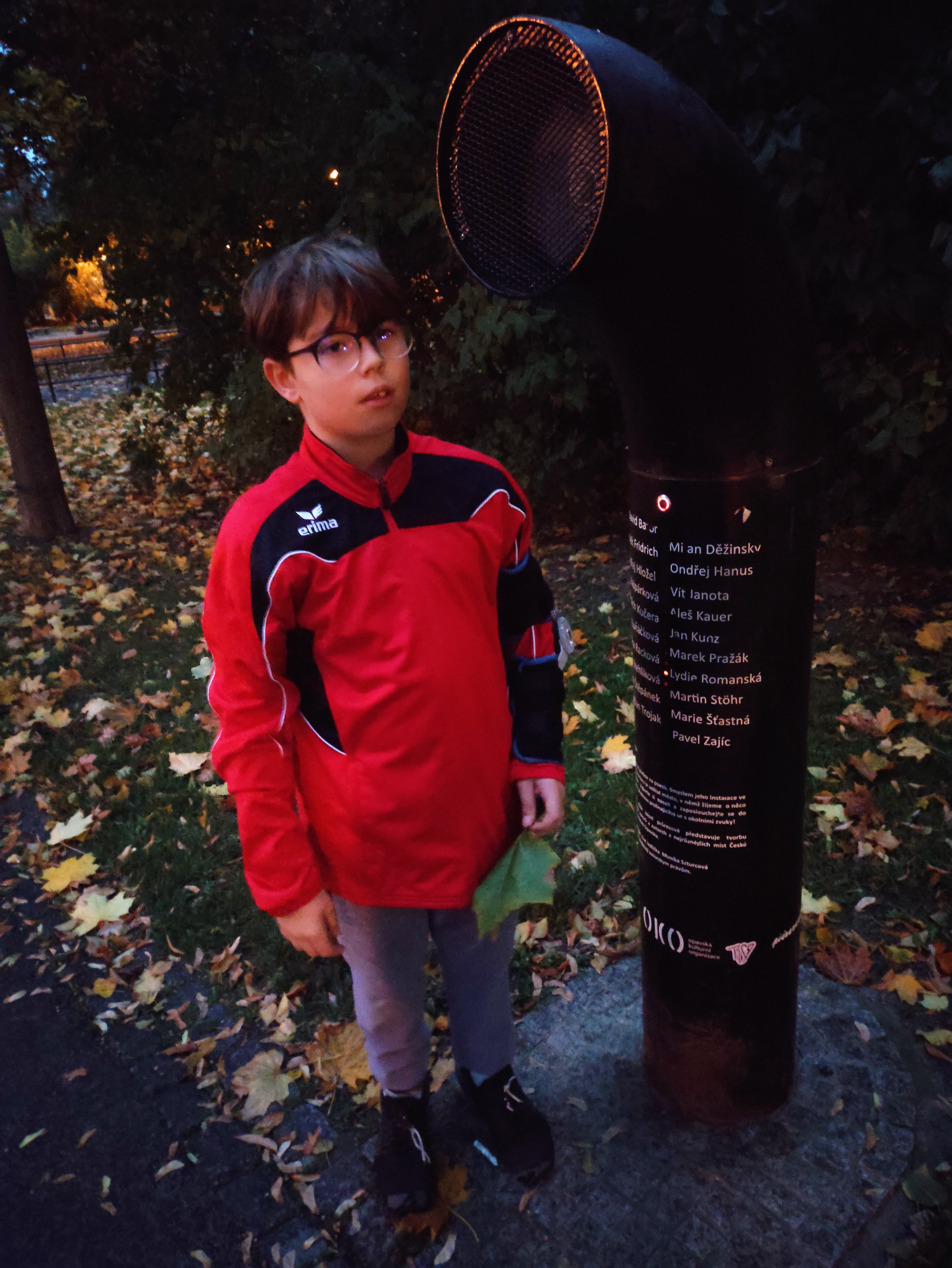
Opavský poeziomat
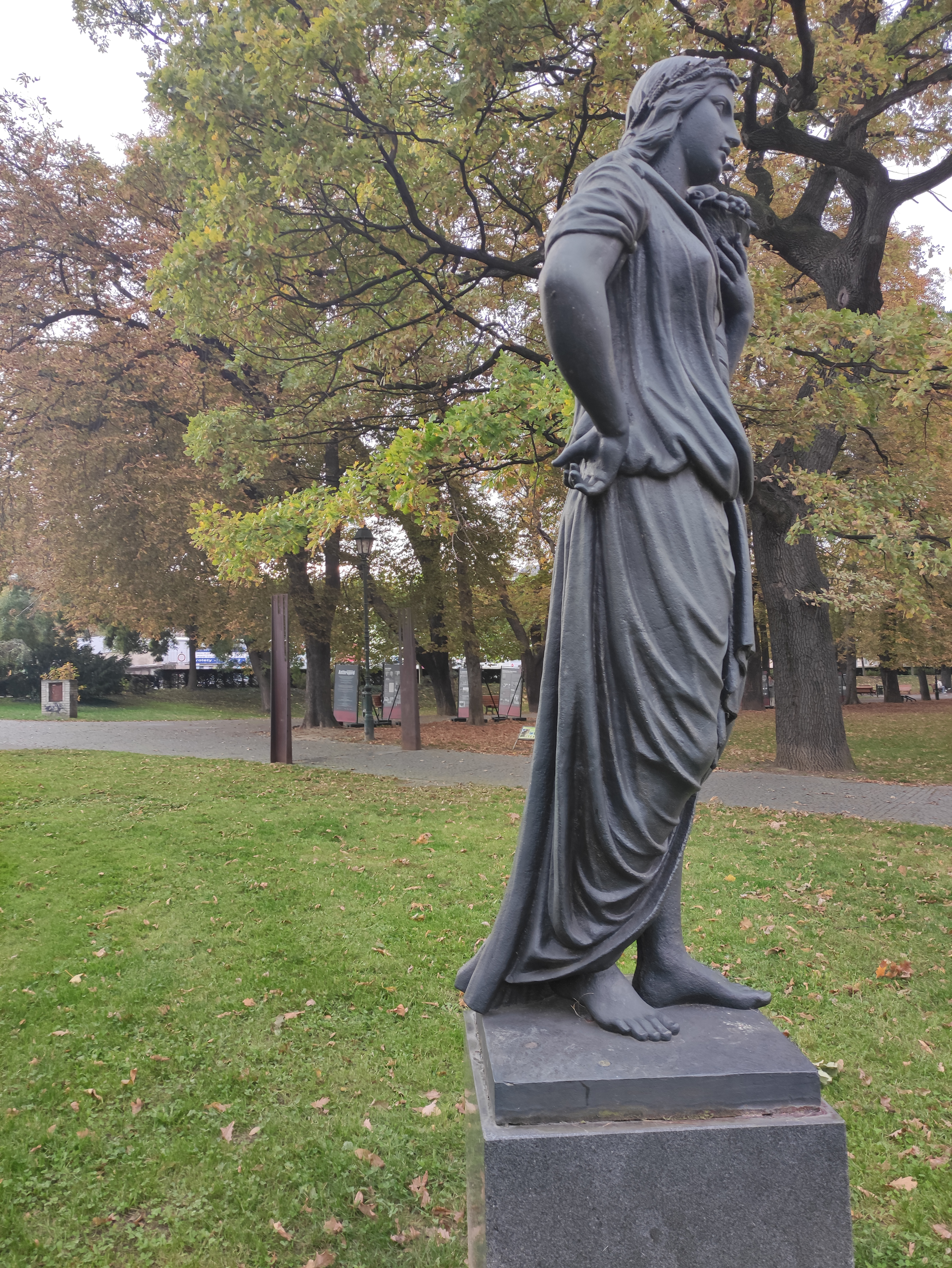
Socha bohyně Ceres
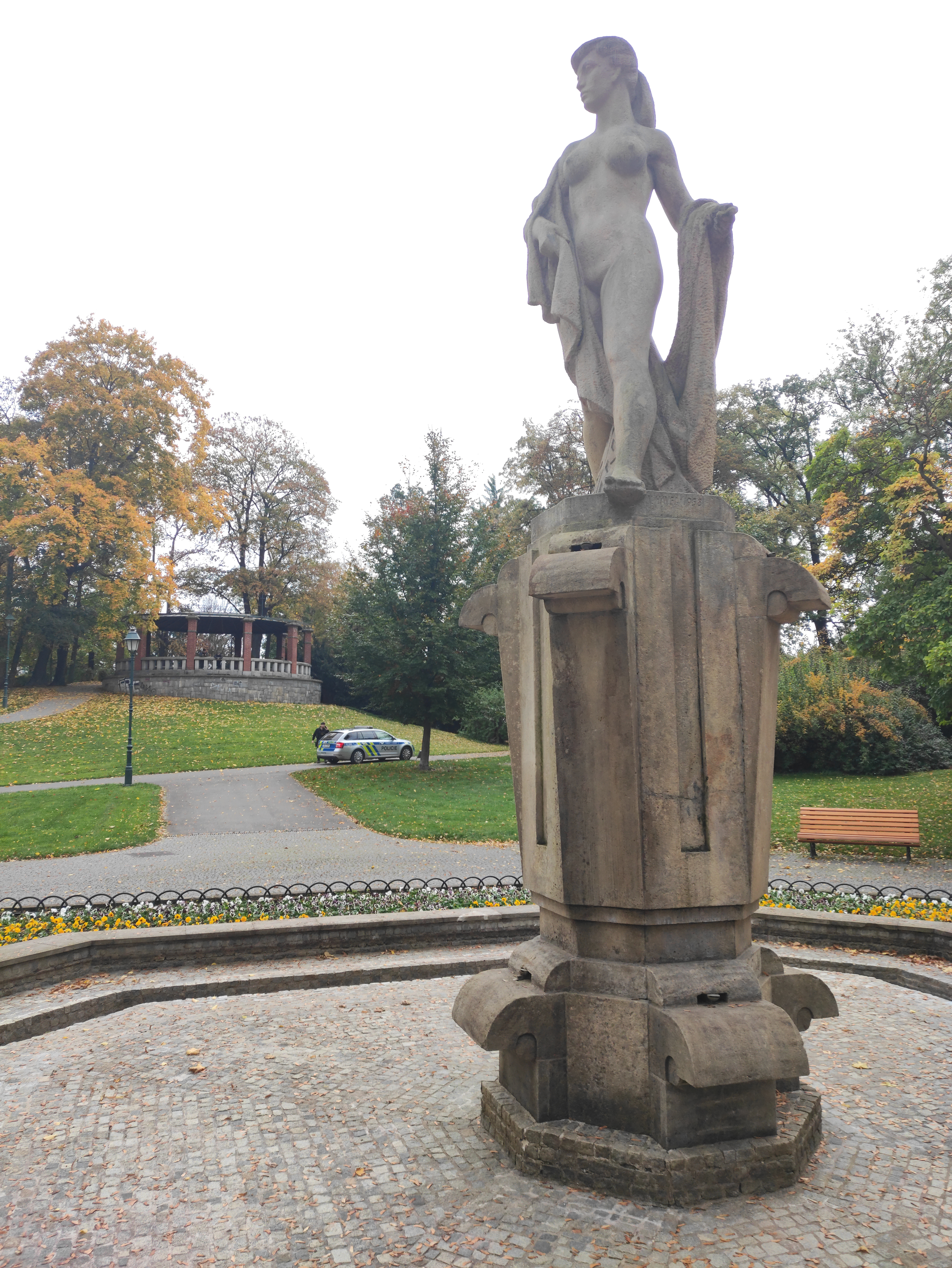
Socha Nová Opava